# Atlético Olanchano
El Atlético Olanchano fue un club de fútbol de Honduras que jugó en la Liga Nacional de Honduras y en la Liga Ascenso de Honduras, su sede fue la ciudad de Catacamas, departamento de Olancho

## Historia
El Atlético Olanchano empezó como Campamento en 1974, luego sufrió varios cambios entre las ciudades de Olancho, de Campamento a Catacamas y pasó a llamarse Catacamas, luego Juventud Catacamas, para que varios dirigentes de Catacamas se hicieran cargo del equipo y decidieron fundar el equipo Atlético Olanchano el 17 de julio de 2001.

### El primer ascenso
El 29 de marzo de 2003, el equipo ascendió a la Liga Nacional de Fútbol de Honduras después vencer al Deportes Savio en una serie de dos partidos. En el primer encuentro celebrado en Catacamas, el Atlético Olanchano dio cuenta del Deportes Savio por marcador de 1-0.
En el segundo encuentro desarrollado en Santa Rosa de Copán, El cuadro olanchano se las vio difícil para mantener el empate que al final le daría el ascenso a la Liga Nacional. A tres minutos de terminar la primera parte; Israel Canales, le robó un balón a la zaga copaneca y estremeció las redes, para llevar al Olanchano con la ventaja al medio tiempo. 
En la etapa final el cuadro copaneco consiguió la igualada, pero esto no bastó para evitar su caída, ya que con el triunfo obtenido por los de Olancho en el primer juego, estos acumularon un marcador global de 2-1, lo que les permitió el ascenso a primera división.

### El descenso
En su primera temporada como nuevo inquilino de la Liga Nacional de Fútbol de Honduras, al Atlético Olanchano no le fue bien. 'Los Toros'  perdieron la categoría, y regresaron de nuevo a la segunda división; a pesar de haber tenido un arranque de liga aceptable. 

### El segundo ascenso
Para la temporada del 2005, el equipo se preparó muy bien con la mente puesta nuevamente en la Liga Nacional. Fue así como de la mano de Dennis Allen, estos llegaron a disputar la final de ascenso contra el Club Deportivo Lenca de la Ciudad de El Progreso. 
El primer encuentro jugado en el departamento de Yoro, fue para los progreseños por marcador de 0-1. Pero en el partido de vuelta jugado en Catacamas, ‘Los Toros’ lograron igualar la serie, para luego triunfar y con ello regresar de nuevo a la Liga Nacional de Fútbol de Honduras en el 2006.

## Descenso 2008 y Posterior desaparición
Para la temporada del Clausura 2007-2008, el Atlético Olanchano contó con los servicios del experimentado técnico: Edwin Pavón. Con él, llegaron al equipo varios jugadores del Club Hispano, además del veterano goleador Eduardo Bennett entre otros, para reforzar al equipo. 
Con nuevo cuerpo técnico y varios refuerzos, el 'Toro de las Pampas Olanchanas' realizó un buen arranque de torneo. La mayoría de sus puntos los lograba de local en su estadio: Rubén Guifarro. 
Con Platense en último lugar a 8 puntos del Olanchano, el 'Toro' parecía estar más para pelear la clasificación que el descenso, pero en la segunda vuelta del torneo, todo esto cambió. Con la llegada de Nahúm Espinoza al Club Deportivo Platense, este equipo comenzó a sumar y el Olanchano a perder puntos importantes en casa. El 6 de abril el 'Toro' cayó por 0-2 ante el Olimpia y el 13 de abril 1-2 ante el Club Deportivo Victoria.  
A dos fechas para terminar el torneo, el Atlético Olanchano tuvo que visitar al Platense en el Excelsior de Puerto Cortés. Ambos equipos prácticamente se jugaban su permanencia en la Liga Nacional. Al final fue el Platense quien se llevó una importante victoria por 3-1 y con ello, se puso a 4 puntos por encima del Olanchano. 
En la penúltima jornada, el Club Deportivo Olimpia le dio una mano al 'Toro' derrotando al Club Deportivo Platense en su propia cancha por marcador de 2-0. El Atlético Olanchano supo aprovechar esta situación, al vencer con gol de último minuto de Eduardo Bennett al Real España por 3-2 en Catacamas. Esto puso al Olanchano, a solo un punto del otro candidato al descenso. 
En la última y decisiva jornada, el Platense visitaba al peligroso Motagua y el Olanchano se medía contra el Club Hispano en Comayagua. Ambos cuadros se jugaban 'la vida' en sus respectivos partidos, pero ninguno de los dos; pudo salir victorioso. Mientras que el Club Motagua le hacía el favor al Atlético Olanchano derrotando al Platense por 3-1. El Hispano demostraba un alto grado de competencia honesta, y ya en los últimos minutos, se encargaba de despachar al Atlético Olanchano a la Segunda División. 
Pablo Genovese se encargó de poner el 1-0 en la pizarra a los 35 minutos y Miltón Ruíz sentenció a su rival con una "vaselina" que descolocó al arquero del Olanchano a falta de 3 minutos para el final. En síntesis: Olanchano, a pesar de necesitar imperiosamente de un truinfo, no mostró reacción en la segunda parte. El equipo, mantuvo su postura de defender el 0 - 0 que persistía en el marcador, para así forzar un partido extra de desempate contra el Platense.  
Luego de haber experimentado su segundo descenso como técnico, Edwin Pavón exclamó: "No hay recuperación ni vida después de los errores" y luego añadió: "Lo más triste que le puede pasar a un jugador incluyendo a uno de técnico es descender". A pesar de ello, el entrenador aseguró irse tranquilo por el trabajo realizado con el cuadro del Atlético Olanchano. Después de todo, el equipo finalizó el clausura 2007-2008 por encima de los equipos: Vida, Deportes Savio y el mismo Platense con 6 partidos ganados, 3 empatados y 9 perdidos para un total de 21 puntos. Pero la mala actuación del equipo, en el torneo Apertura le pasó factura y descendió.

### Desaparición
El 26 de agosto de 2016, tras no conseguir el aval económico, no logra inscribirse a tiempo para el Torneo Apertura de ese año de la Liga de Ascenso, lo que provocó su desafiliación de la misma y posteriormente su desaparición.